# Lista de foguetes
Esta é uma lista de veículos de lançamento, e outros sitemas usados para colocar satélites em órbita.

## África do Sul
- RSA-13 - Cancelado
- CHEETAH-1 – Em desenvolvimento[1]

## Alemanha
- OTRAG - Aposentado

## Argentina
- ORBIT II - Aposentado
- Tronador II – Em desenvolvimento

## Austrália
- AUSROCK IV – Em desenvolvimento

## Brasil

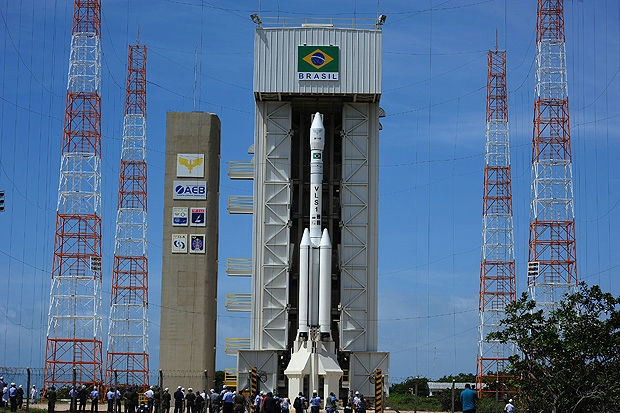
VLS-1

Comparação das cinco propostas versões do VLS

- VLS
  - VLS 1
  - VLS Alfa
  - VLS Beta
  - VLS Gama
  - VLS Delta
  - VLS Epsilon
- VLM – Em desenvolvimento

## China
- Feng Bao 1 - Aposentado
- Kaituozhe-1
- Kaituozhe-2 – Em desenvolvimento
- Kuaizhou – Ativo
- Longa Marcha
  - Longa Marcha 1 - Aposentado
    - Longa Marcha 1
    - Longa Marcha 1D

  - Longa Marcha 2
    - Longa Marcha 2A - Aposentado
    - Longa Marcha 2C – Ativo
    - Longa Marcha 2D – Ativo
    - Longa Marcha 2E - Aposentado
    - Longa Marcha 2F – Ativo
    - Longa Marcha 2F/G – Ativo

  - Longa Marcha 3
    - Longa Marcha 3 - Aposentado
    - Longa Marcha 3A – Ativo
    - Longa Marcha 3B – Ativo
    - Longa Marcha 3B(A) – Ativo
    - Longa Marcha 3C – Ativo

  - Longa Marcha 4
    - Longa Marcha 4A - Aposentado
    - Longa Marcha 4B – Ativo
    - Longa Marcha 4C – Ativo

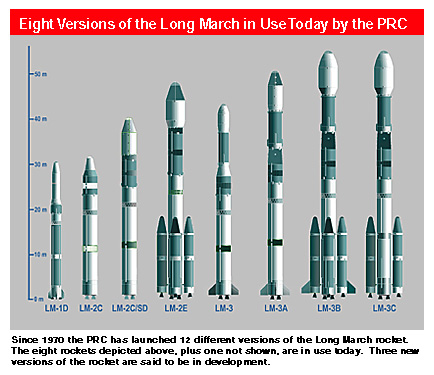
Foguetes da família Longa Marcha.

Longa Marcha 2F

  - Longa Marcha 5 e Longa Marcha 5B – Ativo
  - Longa Marcha 6, Longa Marcha 6A e Longa Marcha 6C – Ativo
  - Longa Marcha 7, Longa Marcha 7A – Ativo
  - Longa Marcha 8 – Ativo
  - Longa Marcha 11 – Ativo

## Coreia do Norte
- Pekdosan-1
- Unha-2
- Unha-3

## Coreia do Sul
- Família Naro
  - KSLV-1[2][3]
  - KSLV-2 – Ativo

## Espanha
- Capricornio - Cancelado

## Estados Unidos

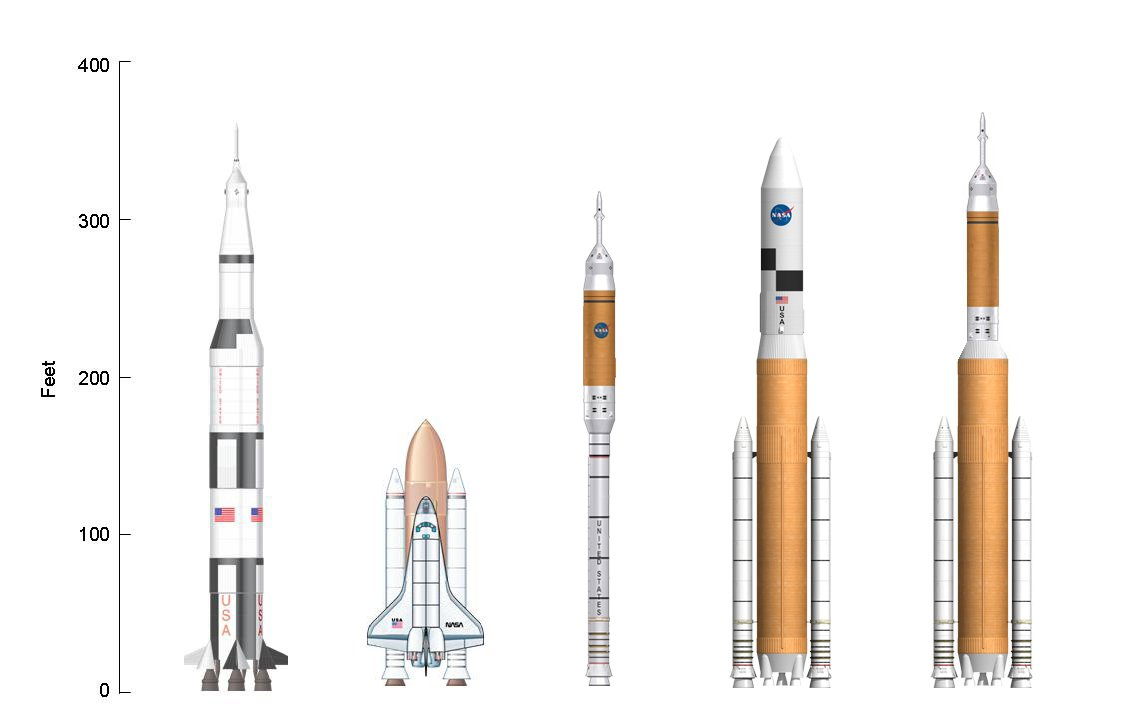
O Saturno V, o Ônibus Espacial, e três foguetes Ares.

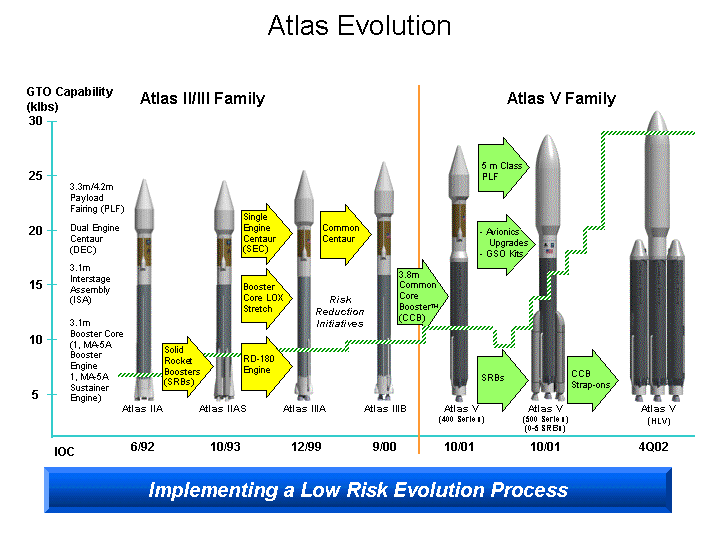
Foguetes Atlas.

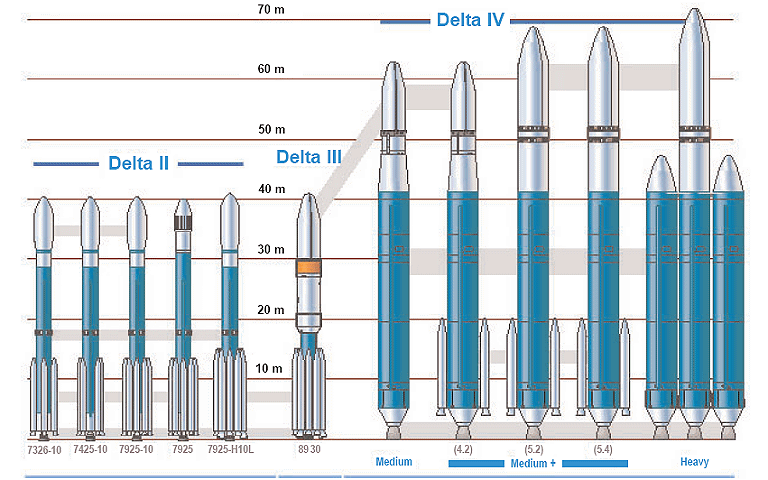
Foguetes Delta.

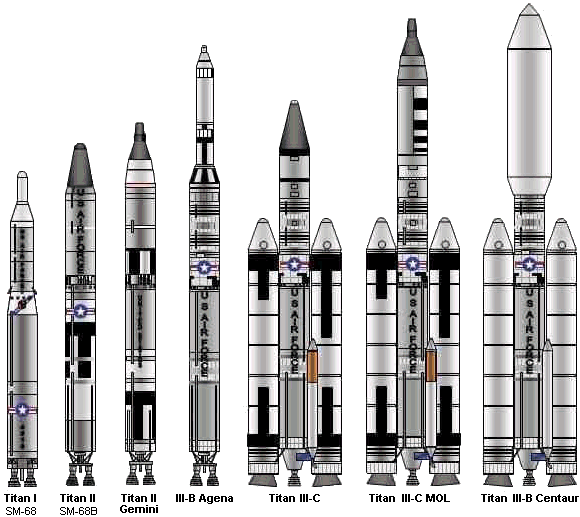
Foguetes Titan.

- ALASA - Em desenvolvimento
- Antares – Ativo
- Ares – Cancelado
  - Ares I
  - Ares IV
  - Ares V
- Athena
  - Athena I - Aposentado
  - Athena II - Aposentado
  - Athena III - Cancelado
- Atlas
  - Atlas B - Aposentado
  - Atlas-Able - Aposentado
  - Atlas-Agena - Aposentado
  - Atlas E/F - Aposentado
  - Atlas H - Aposentado
  - Atlas LV-3B - Aposentado
  - Atlas SLV-3 - Aposentado
  - Atlas-Centaur
    - Atlas G - Aposentado
    - Atlas I - Aposentado
    - Atlas II - Aposentado
    - Atlas III - Aposentado
    - Atlas V – Ativo
- Conestoga - Aposentado
- Falcon
  - Falcon 1 - Aposentado
  - Falcon 1e - Cancelado
  - Falcon 9 – Ativo
    - Falcon 9 v1.0 - Aposentado
    - Falcon 9 v1.1 – Ativo

  - Falcon Heavy - Ativo
- Firefly - Ativo
- GOLauncher 2 - Em desenvolvimento
- Juno II - Aposentado
- LauncherOne - Ativo
- Liberty - Cancelado
- Minotaur
  - Minotaur I – Ativo
  - Minotaur IV – Ativo
  - Minotaur V – Ativo
- Neptune - Em desenvolvimento
- Pegasus
- Pilot - Aposentado
- Redstone
  - Juno I - Aposentado
  - Sparta - Aposentado
- SALVO - Em desenvolvimento
- Saturno - Aposentado
  - Saturno I
    - Saturno IB

  - Saturno V
    - Saturno INT-21
- Scout - Aposentado
  - Scout A
  - Scout B
  - Scout C
  - Scout D
  - Scout E
  - Scout F
  - Scout G
  - Blue Scout I
  - Blue Scout II
  - Blue Scout Junior
- Space Shuttle - Aposentado
- Space Launch System - Ativo
- SPARK - Em desenvolvimento
- Taurus (Minotaur-C)
- Thor - Aposentado
  - Thor-Able  - Aposentado
  - Thor-Ablestar - Aposentado
  - Thor-Agena - Aposentado
    - Thorad-Agena - Aposentado

  - Thor-Burner - Aposentado
  - Thor DSV-2U - Aposentado
  - Delta
    - Thor-Delta - Aposentado
    - Delta A - Aposentado
    - Delta B - Aposentado
    - Delta C - Aposentado
    - Delta D - Aposentado
    - Delta E - Aposentado
    - Delta G - Aposentado
    - Delta J - Aposentado
    - Delta L - Aposentado
    - Delta M - Aposentado
    - Delta N - Aposentado
    - Delta 0100 - Aposentado
    - Delta 1000 - Aposentado
    - Delta 2000 - Aposentado
    - Delta 3000 - Aposentado
    - Delta 4000 - Aposentado
    - Delta 5000 - Aposentado
    - Delta II – Ativo
      - Delta II 6000 - Aposentado
      - Delta II 7000

    - Delta III - Aposentado
    - Delta IV – Ativo
- Thunderbolt - Em desenvolvimento
- Titan - Aposentado
  - Titan II GLV
  - Titan 23G
  - Titan III
    - Titan IIIA
    - Titan IIIB
    - Titan IIIC
    - Titan IIID
    - Titan IIIE
    - Titan 34D

  - Commercial Titan III
  - Titan IV
- Vanguard - Aposentado
- Vector-1 - Em desenvolvimento
- Vulcan - Em desenvolvimento

## Europa
- Ariane
  - Ariane 1 - Aposentado
  - Ariane 2 - Aposentado
  - Ariane 3 - Aposentado
  - Ariane 4 - Aposentado
  - Ariane 5 - Ativo
  - Ariane 6 - Em desenvolvimento
- Ariane M – proposto
- Europa - Aposentado
  - Europa I
  - Europa II

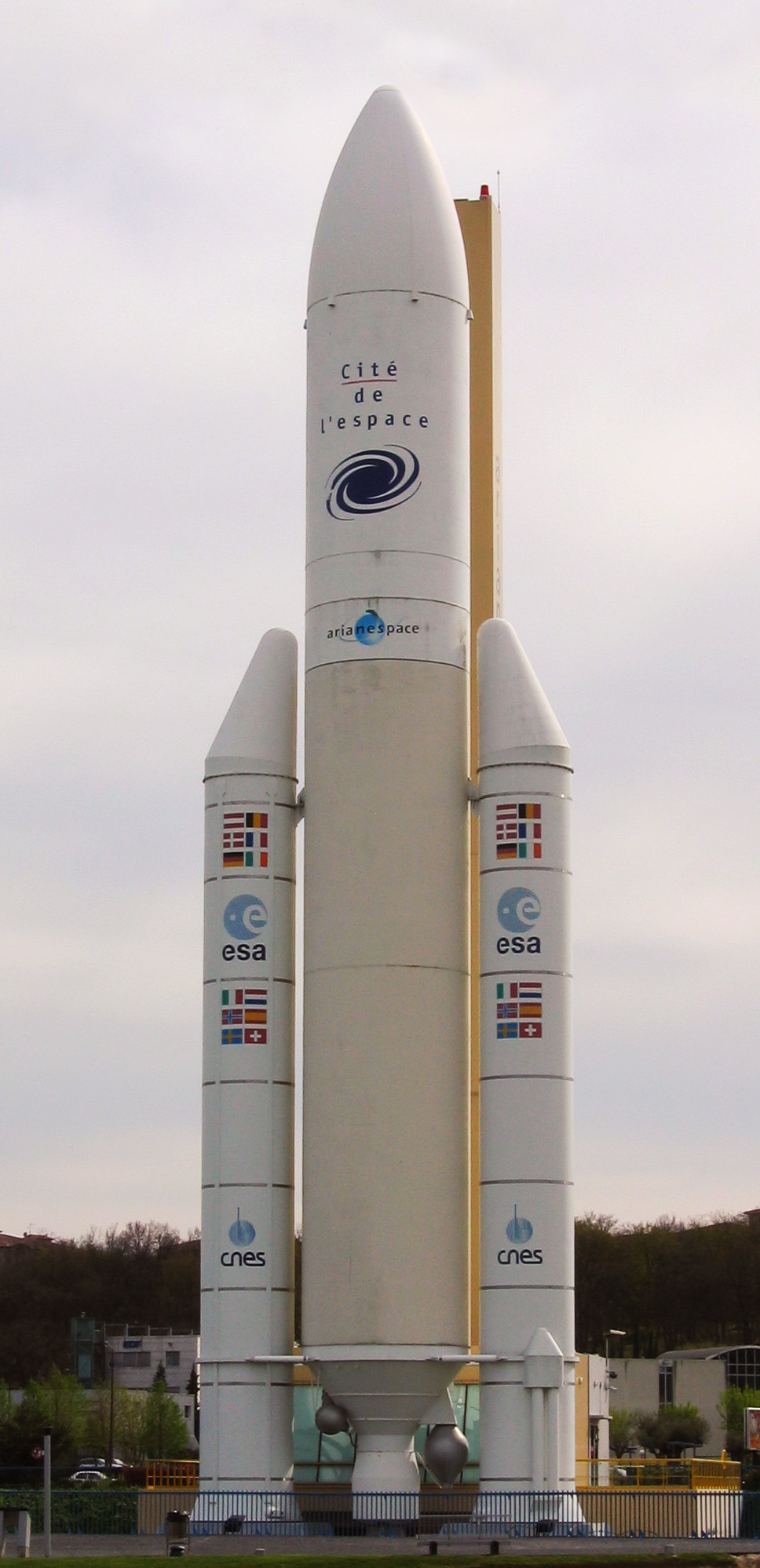
Ariane 5

- Vega (conjuntamente com a Agência Espacial Italiana) - Ativo

## Dinamarca
- HEAT-1X – Em desenvolvimento

## França
- Diamant - Aposentado
  - Diamant A
  - Diamant B
  - Diamant B-P4

## Índia

Foguetes Indianos: SLV, ASLV, PSLV, GSLV e GSLV Mk III.

- Satellite Launch Vehicle - Aposentado
- Augmented Satellite Launch Vehicle - Aposentado
- Polar Satellite Launch Vehicle – Ativo
  - PSLV
  - PSLV-CA
  - PSLV-XL
  - PSLV-HP - Em desenvolvimento
- Geosynchronous Satellite Launch Vehicle – Ativo
  - GSLV Mk.I (a)
  - GSLV Mk.I (b)
  - GSLV Mk.II
- Geosynchronous Satellite Launch Vehicle Mk III - Em desenvolvimento
- Unified Launch Vehicle - Em desenvolvimento
- Avatar RLV - Em desenvolvimento

## Indonésia
- RPS
  - RPS-420 (Pengorbitan-1) – Em desenvolvimento
  - RPS-550 (Pengorbitan-2) – Em desenvolvimento

## Irã
- Safir – Ativo
- Simorgh

## Iraque
- Al Abid - Aposentado

## Israel
- Shavit

## Itália
- Vega (conjuntamente com a Agência Espacial Europeia) - Ativo

## Japão

Foguetes Mu.

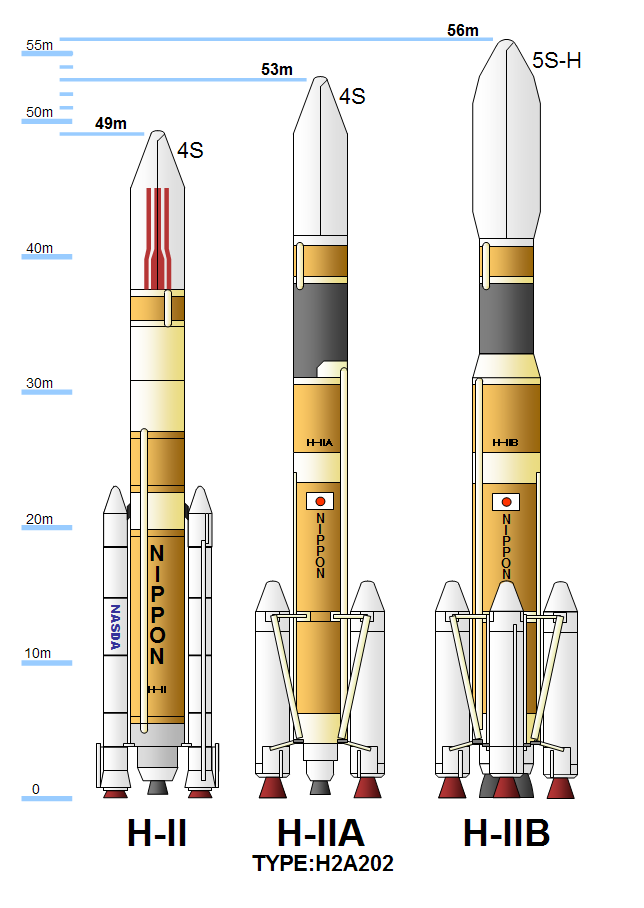
Séria H-II.

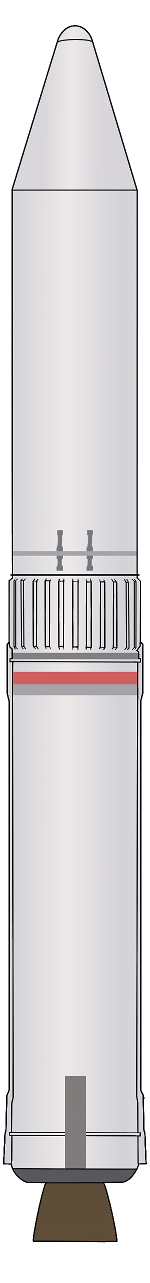
Εpsilon

- Lambda -  Aposentado
  - lambda 2
  - LS-A
  - LSC-3
  - Lambda 3
  - Lambda 4
  - LS-C
  - Lambda 4S
- Mu - Aposentado
  - M-1
  - M-3D
  - M-4S
  - M-3C
  - M-3H
  - M-3S
  - M-3SII
  - M-V
- N - Aposentado
  - N-I
  - N-II
- H-I - Aposentado
- H-II
  - H-II - Aposentado
  - H-IIA – Ativo
  - H-IIB – Ativo
- H-III - Ativo
- J-I - Aposentado
- GX – Cancelado
- Epsilon – Ativo

## Nova Zelândia
- Electron – Ativo

## Paquistão
- Taimur – Em desenvolvimento

## Reino Unido
- Black Arrow - Aposentado
- Black Prince - Cancelado

## Romênia
- Haas – Em desenvolvimento

## Rússia
- Angara – Ativo

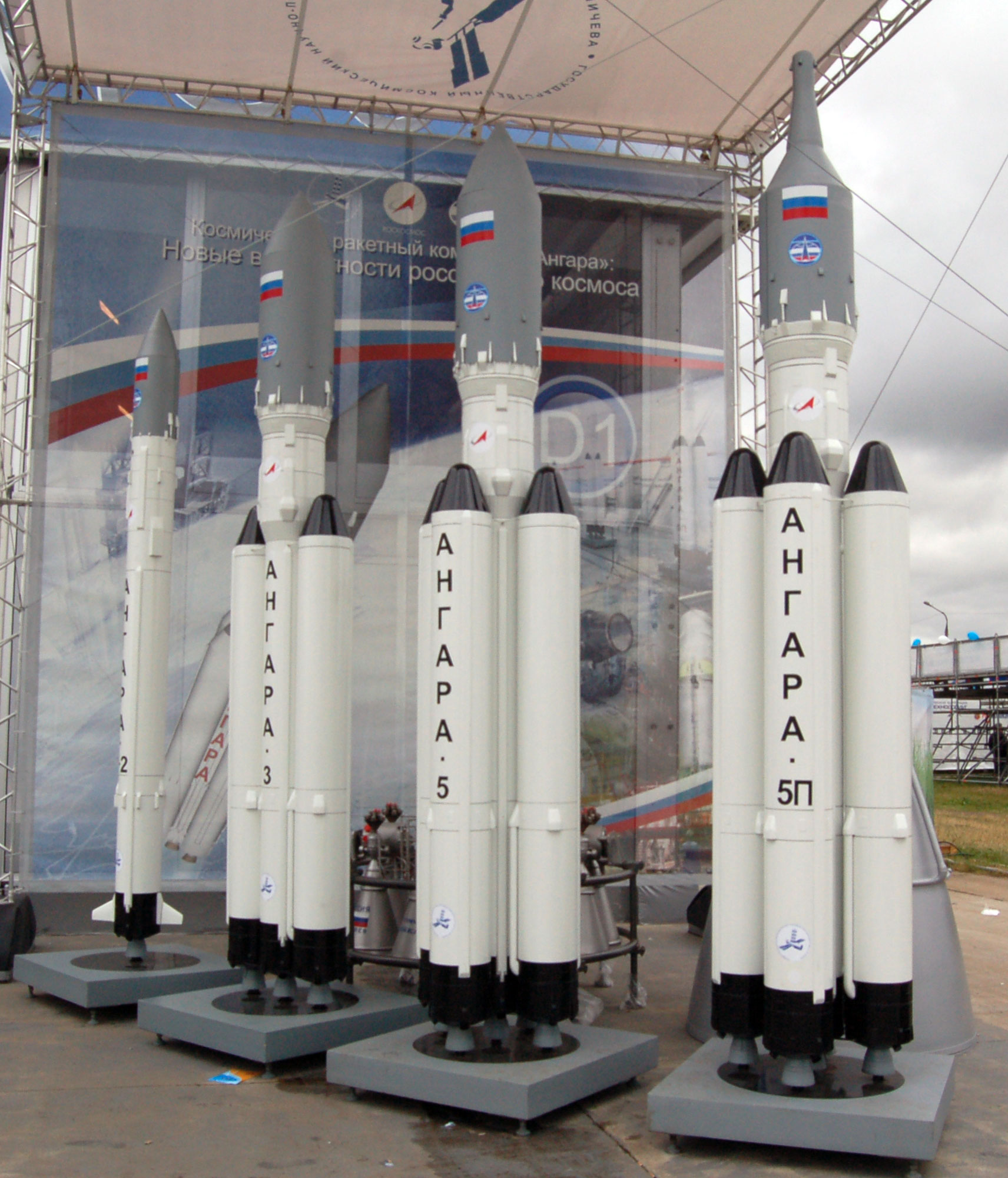
Família Angara.

- Veja também: União Soviética e países sucessores

## Taiwan
- TSLV – Em desenvolvimento

## Turquia
- UFS  – Em desenvolvimento

## União Soviética e países sucessores

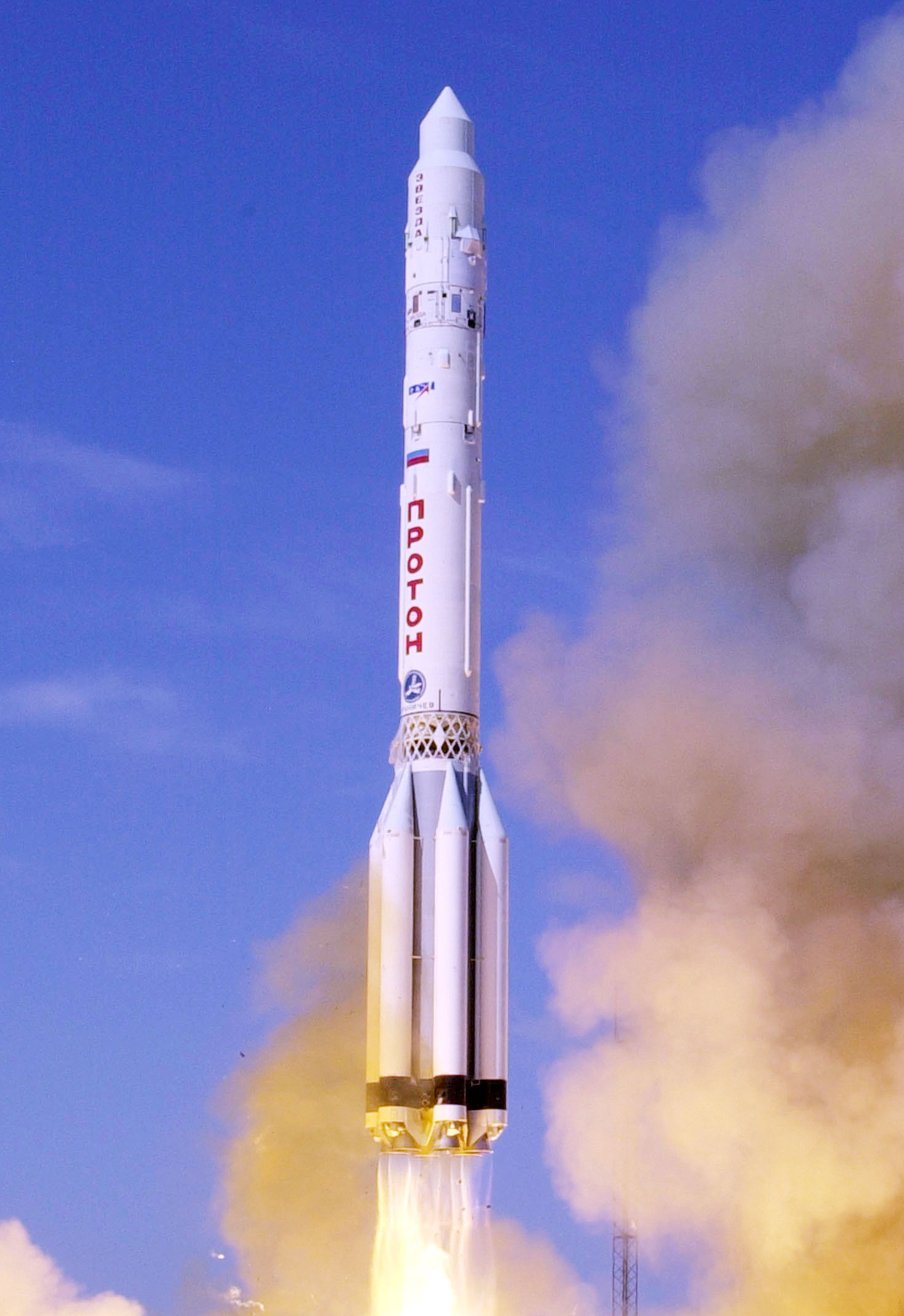
Proton-K

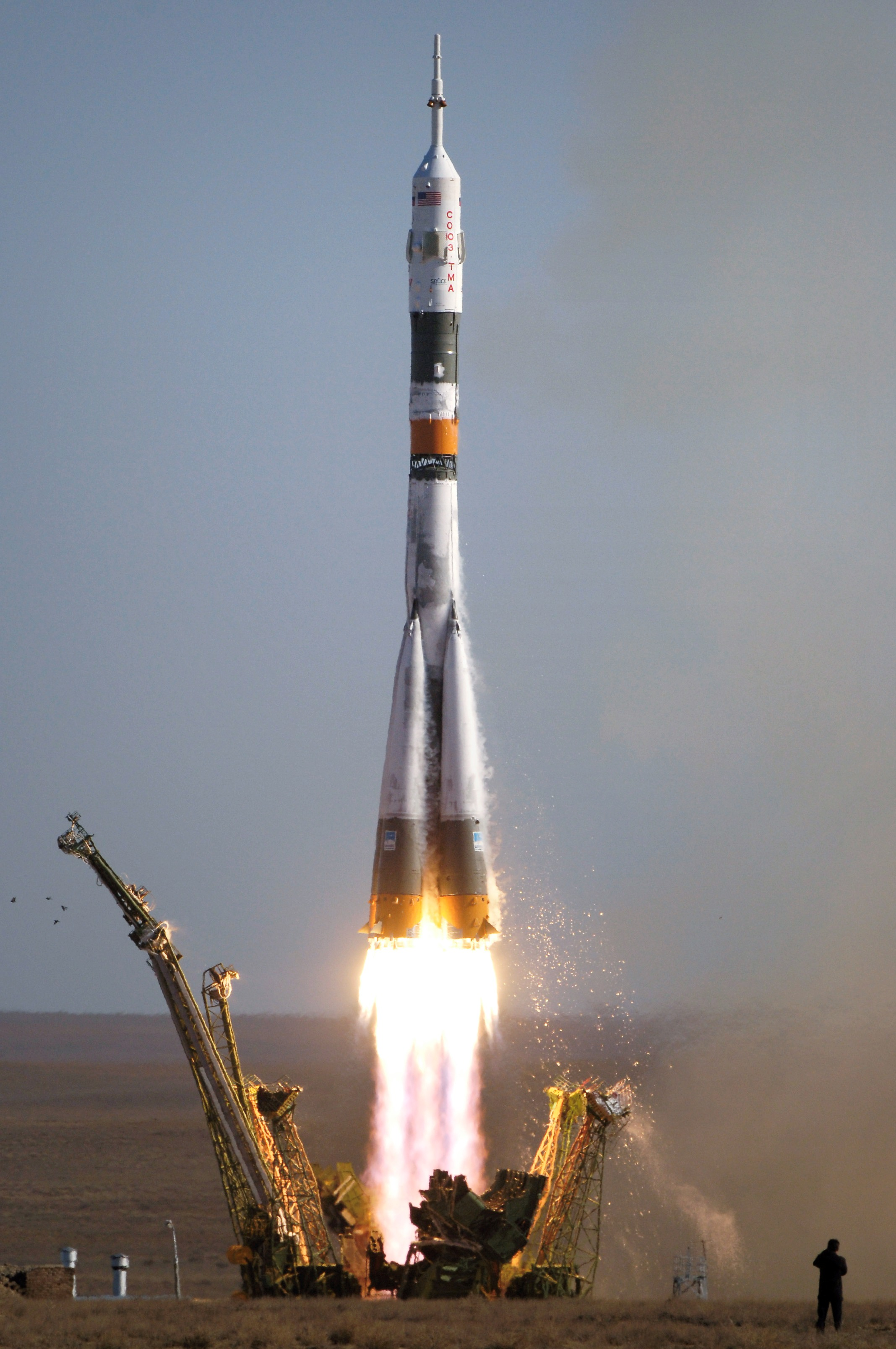
Soyuz-FG

- Kosmos - Aposentado
  - Kosmos-1 - Aposentado
  - Kosmos-2I - Aposentado
  - Kosmos-3 - Aposentado
  - Kosmos-3M - Aposentado
- Energia
  - Zenit
    - Zenit-2
    - Zenit-2M – Ativo
    - Zenit-3F – Ativo
    - Zenit-3SL – Ativo
    - Zenit-3SLB – Ativo
- N1 - Aposentado
- R-7
  - Luna - Aposentado
  - Molniya - Aposentado
    - Molniya-M - Aposentado

  - Polyot - Aposentado
  - Família Soyuz
    - Soyuz - Aposentado
      - Soyuz-L - Aposentado
      - Soyuz-M - Aposentado

    - Soyuz-U – Ativo
      - Soyuz-U2 - Aposentado
      - Soyuz-FG – Ativo

    - Soyuz-2

  - Sputnik - Aposentado
  - Voskhod - Aposentado
  - Vostok - Aposentado
- Derivados do míssil R-29
  - Shtil' - Aposentado
  - Volna - Aposentado
- Derivados do míssil R-36
  - Dnepr-1
  - Tsyklon
    - Tsyklon-2 - Aposentado
    - Tsyklon-3 - Aposentado
    - Tsyklon-4 – Em desenvolvimento
- Start-1 – Ativo
- Foguete Universal
  - Proton
    - Proton-K - Aposentado
    - Proton-M – Ativo

  - Rokot – Ativo
  - Strela – Ativo

## Ucrânia
- Derivados do míssil R-36
  - Dnepr-1 – Ativo
  - Tsyklon
    - Tsyklon-2 - Aposentado
    - Tsyklon-3 - Aposentado
    - Tsyklon-4 – Em desenvolvimento

- Energia
  - Zenit
    - Zenit-2
    - Zenit-2M – Ativo
    - Zenit-3F – Ativo
    - Zenit-3SL – Ativo
    - Zenit-3SLB – Ativo

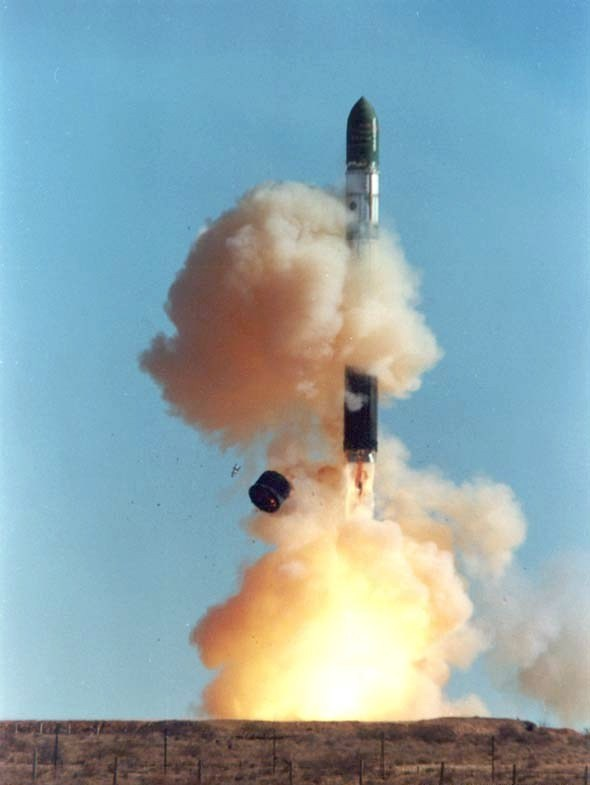
Dnepr-1

- Veja também: União Soviética e países sucessores

negrito indica Sistemas de Lançamento Orbital (OLS) ativos.Predefinição:FOGUETE
L.E.O
net-1:aponsetado
centaur:aponsetado
centaur-runner
centaur-minijet
centaur-chaser
centaur-orion
chaser-ativo
chaser ll-ativo
chaser lll-em desevovimento
chaser lv-em desevovimento
chaser heavy-em desevolvimento